# С-14 «Героический Севастополь»
С-14 (с 18 июня 1943 года — «Героический Севастополь») — советская дизель-электрическая торпедная подводная лодка серии IX-бис, С — «Средняя» времён Второй мировой войны.

## История корабля
Заложена 29 сентября 1938 года на заводе № 112 в Горьком под стапельным номером 264. Спущена на воду 25 апреля 1939 года, официально вступила в строй 3 июня 1942 года под командованием Виктора Петровича Каланина.

### Великая Отечественная война
К 22 июня 1941 года С-14 достраивалась на заводе № 112, имела степень готовности 94,7 %. В конце июня планировался переход в Ленинград, но начало войны сорвало эти планы, и до конца сентября корабль простоял на заводе, после чего вместе с однотипными С-15, С-103 и С-104 был направлен в Астрахань для прохождения сдаточных испытаний. Из-за тяжёлой обстановки на сухопутных фронтах переход на Северный флот в 1942 году не состоялся, 3 июня 1942 года С-14 вошла в строй, но вскоре после этого в связи с дефицитом аккумуляторных батарей на флоте её аккумуляторную батарею демонтировали и отправили на Северный флот для другой однотипной субмарины, а С-14 осталась на Каспии. Весной 1943 года был осуществлён перевод лодки внутренними водными путями на север. 14 апреля лодка покинула Баку, 25 мая — прибыла в Архангельск. В порт базирования, Полярное, С-14 пришла только 28 сентября. До этого на ней провели восстановительный ремонт, а экипаж сдал вступительные задачи курса подготовки.
В первый боевой поход С-14 вышла 7 января 1944 года в рамках операции «РВ». До апреля она совершила 4 боевых похода, в которых лишь однажды, в последнем, повстречала цель. Поэтому, в пятом походе вместе с командиром на борту был обеспечивающий — командир дивизиона П. И. Егоров, однако и этот поход не был успешным. Единственная торпедная атака «стоящего на якоре одиночного транспорта» была произведена по остову немецкого транспорта «Наталь», который был ранее выброшен на побережье штормом. Ранее этот транспорт уже неоднократно был «атакован» советскими подводниками, и только после этой атаки штаб запретил командирам обращать на него внимание.
В шестом походе С-14 выпустила четыре торпеды с дистанции 23-25 кабельтовых (что превышало дальность хода торпед типа 53-38) по транспорту «Рейнхард Л. М. Русс». В соответствии с докладом командира, из-за свиста в переговорной трубе взрывы на лодке слышали только два человека. При последовавшем пересчёте конвоя командир не обнаружил один из тральщиков, что дало ему основание объявить его потопленным. Командование не согласилось с ним и засчитало это тральщик лишь повреждённым. Седьмой поход был безрезультатным, причём командир неверно понял указания из штаба и непрерывно находился в районе, предназначенном для зарядки батарей. Этот поход командование оценило на «неуд.», и даже экипаж стал роптать и открыто сомневаться в компетентности своего командира.
Восьмой поход пришёлся на период эвакуации немецких сил из Восточного Финнмарка, что значительно увеличило количество встреченных пароходов. 13 октября, в первый день похода, С-14 совершила четырёхторпедный залп по трём тральщикам, шедшим на встречу с конвоем. Командир утверждал, что лично наблюдал взрыв одного из них и попадание в район мостика во второй. Во время последовавшей контратаки на лодку было сброшено несколько десятков глубинных бомб, и она была вынуждена оставаться под водой, потеряв возможность атаковать проходящий конвой. Через четыре дня четырёхторпедным залпом было атаковано судно в 3000 тонн. Командир слышал сильный взрыв через две минуты после залпа, и при последовавшем всплытии судно не было обнаружено. Название атакованного судна не установлено. Этот поход, ставший для лодки последним в войне, был высоко оценен командованием, и В. Каланин был награждён двумя орденами — Отечественной войны 1-й степени, и орденом Красного Знамени.
В ноябре 1944 года С-14 встала на ремонт, и вступила в строй лишь после окончания войны.

### Послевоенная служба
С-14 продолжала служить в составе Северного флота до 29 декабря 1955 года, когда была выведена из боевого состава и переоборудована в плавучую зарядовую станцию, получила наименование ПЗС-26. В следующем году была снова переделана — в учебно-тренировочную станцию по борьбе за живучесть, получила название УТС-4. Служила в этом качестве, пока 9 февраля 1978 года не была списана и сдана на слом.